# 佐藤泰子
佐藤 泰子（さとう やすこ、1944年－）は、日本の歴史学者。専門は日本の服装史及び染織史。

## 経歴
1967年（昭和42年）、日本女子大学家政学部被服学科卒業。
元文化女子大学家政学部服装社会学科教授。

## 著作物

### 著書
- 1987年（昭和62年） - 『服飾史（教育図書K.K）』　文部省
- 1992年（平成4年） - 『日本服装史』　建帛社　ISBN 476791034X

### 共著
- 1978年（昭和53年） - 『服飾辞典』　文化出版局
- 1983年（昭和58年） - 『最新きもの用語辞典』　文化出版局
- 2001年（平成13年） - 『伝えたい日本の美しいもの　貴道裕子の帯留』　スーパーエディション　ISBN 4915743047